# Гейнсвілл (Вірджинія)
Гейнсвілл (англ. Gainesville) — переписна місцевість (CDP) в США, в окрузі Принс-Вільям штату Вірджинія. Населення — 18 112 особи (2020).

## Географія
Гейнсвілл розташований за координатами 38°47′36″ пн. ш. 77°38′33″ зх. д. / 38.79333° пн. ш. 77.64250° зх. д. (38.793237, -77.642389).  За даними Бюро перепису населення США в 2010 році переписна місцевість мала площу 27,64 км², з яких 26,17 км² — суходіл та 1,48 км² — водойми.

### Клімат
| Клімат : Гейнсвілл    | Клімат : Гейнсвілл | Клімат : Гейнсвілл | Клімат : Гейнсвілл | Клімат : Гейнсвілл | Клімат : Гейнсвілл | Клімат : Гейнсвілл | Клімат : Гейнсвілл | Клімат : Гейнсвілл | Клімат : Гейнсвілл | Клімат : Гейнсвілл | Клімат : Гейнсвілл | Клімат : Гейнсвілл | Клімат : Гейнсвілл |
| Показник              | Січ.               | Лют.               | Бер.               | Квіт.              | Трав.              | Черв.              | Лип.               | Серп.              | Вер.               | Жовт.              | Лист.              | Груд.              | Рік                |
| Середній максимум, °C | 6,7                | 10,3               | 14,4               | 20,4               | 24,1               | 30,1               | 32,2               | 31,0               | 28,5               | 22,4               | 14,8               | 9,5                | 20,4               |
| Середній мінімум, °C  | −3,6               | −1,6               | 2,6                | 5,8                | 11,3               | 16,0               | 19,5               | 18,2               | 14,8               | 7,9                | 2,3                | −2,1               | 7,6                |
| Норма опадів, мм      | 66                 | 64                 | 71                 | 74                 | 94                 | 81                 | 79                 | 81                 | 84                 | 79                 | 79                 | 69                 | 919                |
| --------------------- | ------------------ | ------------------ | ------------------ | ------------------ | ------------------ | ------------------ | ------------------ | ------------------ | ------------------ | ------------------ | ------------------ | ------------------ | ------------------ |
| Джерело: Weatherbase  |                    |                    |                    |                    |                    |                    |                    |                    |                    |                    |                    |                    |                    |

## Демографія
Згідно з переписом 2010 року, у переписній місцевості мешкала 11 481 особа в 3822 домогосподарствах у складі 3038 родин. Густота населення становила 415 осіб/км².  Було 3959 помешкань (143/км²).
Расовий склад населення:
| - 64,9 % — білих - 15,5 % — азіатів - 11,7 % — чорних або афроамериканців - 0,3 % — корінних американців - 0,1 % — вихідців з тихоокеанських островів - 3,1 % — осіб інших рас |

До двох чи більше рас належало 4,4 %. Частка іспаномовних становила 10,2 % від усіх жителів.
За віковим діапазоном населення розподілялося таким чином: 30,0 % — особи молодші 18 років, 64,7 % — особи у віці 18—64 років, 5,3 % — особи у віці 65 років та старші. Медіана віку мешканця становила 34,2 року. На 100 осіб жіночої статі у переписній місцевості припадало 98,5 чоловіків;  на 100 жінок у віці від 18 років та старших — 98,0 чоловіків також старших 18 років.
Середній дохід на одне домашнє господарство  становив 139 493 долари США (медіана — 127 044), а середній дохід на одну сім'ю — 147 200 доларів (медіана — 137 101). Медіана доходів становила 95 511 долар для чоловіків та 61 795 доларів для жінок. За межею бідності перебувало 3,9 % осіб, у тому числі 5,1 % дітей у віці до 18 років та 4,5 % осіб у віці 65 років та старших.
Цивільне працевлаштоване населення становило 6702 особи. Основні галузі зайнятості: науковці, спеціалісти, менеджери — 23,2 %, освіта, охорона здоров'я та соціальна допомога — 19,3 %, роздрібна торгівля — 11,9 %, публічна адміністрація — 11,2 %.